# Volta a Catalunya de 1935
La Volta a Catalunya de 1935 fou la dissetena edició de la Volta a Catalunya. La prova es disputà en nou etapes entre l'1 i el 9 de juny de 1935, per un total de 1.358 km. El vencedor final fou el català Marià Cañardo, per davant del basc Federico Ezquerra i el belga Joseph Huts.
Dels 65 ciclistes que van prendre la sortida 38 l'acabaren.

## Classificació final
| Pos. | Ciclista                    | Club        | Temps       |
| ---- | --------------------------- | ----------- | ----------- |
| 1    | Marià Cañardo (ESP)         | Orbea       | 44h 55' 55" |
| 2    | Federico Ezquerra (ESP)     | Orbea       | + 10' 48"   |
| 3    | Joseph Huts (BEL)           | De Dion     | + 14' 47"   |
| 4    | Antonio Andrés Sancho (ESP) |             | + 14' 47"   |
| 5    | Antonio Destrieux (ESP)     | UE Sants    | + 18' 14"   |
| 6    | Salvador Cardona (ESP)      | Orbea       | + 20' 17"   |
| 7    | Diego Cháfer (ESP)          |             | + 20' 26"   |
| 8    | Cipriano Elys (ESP)         |             | + 30' 01"   |
| 9    | Rafael Pou (ESP)            | CC Balear   | + 31' 38"   |
| 10   | Isidre Figueras (ESP)       | AC Montjuïc | + 32' 03"   |

## Etapes
| Etapa | Data      | Recorregut                     | km    | Guanyador               | Líder               |
| ----- | --------- | ------------------------------ | ----- | ----------------------- | ------------------- |
| 1a    | 1 de juny | Barcelona - Manresa            | 87,0  | Joseph Huts (BEL)       | Joseph Huts (BEL)   |
| 2a    | 2 de juny | Manresa - Tarragona            | 150,0 | Arsène Mersch (LUX)     | Joseph Huts (BEL)   |
| 3a    | 3 de juny | Tarragona - Gandesa            | 189,0 | Marià Cañardo (ESP)     | Arsène Mersch (LUX) |
| 4a    | 4 de juny | Gandesa - Valls                | 137,0 | Marià Cañardo (ESP)     | Marià Cañardo (ESP) |
| 5a    | 5 de juny | Valls - Puigcerdà              | 223,0 | Joseph Huts (BEL)       | Marià Cañardo (ESP) |
| 6a    | 6 de juny | Puigcerdà - Girona             | 150,0 | Salvador Cardona (ESP)  | Marià Cañardo (ESP) |
| 7a    | 7 de juny | Girona - La Bisbal d'Empordà   | 189,0 | Salvador Cardona (ESP)  | Marià Cañardo (ESP) |
| 8a    | 8 de juny | La Bisbal d'Empordà - Terrassa | 149,0 | Federico Ezquerra (ESP) | Marià Cañardo (ESP) |
| 9a    | 9 de juny | Terrassa - Barcelona           | 84,0  | Marià Cañardo (ESP)     | Marià Cañardo (ESP) |

### Etapa 1 Barcelona - Manresa. 87,0 km
|   | Ciclista           | Temps      |
| - | ------------------ | ---------- |
| 1 | Joseph Huts        | 2h 31' 10" |
| 2 | Jan-Jozef Horemans | m. t.      |
| 3 | Ricard Ferrando    | m. t.      |

|   | Ciclista           | Temps      |
| - | ------------------ | ---------- |
| 1 | Joseph Huts        | 2h 31' 10" |
| 2 | Jan-Jozef Horemans | m. t.      |
| 3 | Ricard Ferrando    | m. t.      |

### Etapa 2. Manresa - Tarragona. 150,0 km
|   | Ciclista        | Temps      |
| - | --------------- | ---------- |
| 1 | Arsène Mersch   | 4h 59' 00" |
| 2 | Isidre Figueras | m. t.      |
| 3 | Rafael Pou      | m. t.      |

|   | Ciclista           | Temps      |
| - | ------------------ | ---------- |
| 1 | Joseph Huts        | 7h 30' 10" |
| 2 | Arsène Mersch      | m. t.      |
| 3 | Jan-Jozef Horemans | m. t.      |

### Etapa 3. Tarragona - Gandesa. 189,0 km
|   | Ciclista          | Temps      |
| - | ----------------- | ---------- |
| 1 | Marià Cañardo     | 4h 43' 20" |
| 2 | Federico Ezquerra | m. t.      |
| 3 | Arsène Mersch     | m. t.      |

|   | Ciclista        | Temps       |
| - | --------------- | ----------- |
| 1 | Arsène Mersch   | 12h 13' 30" |
| 2 | Marià Cañardo   | m. t.       |
| 3 | Ricard Ferrando | + 40"       |

### Etapa 4. Gandesa - Valls. 137,0 km
|   | Ciclista      | Temps      |
| - | ------------- | ---------- |
| 1 | Marià Cañardo | 4h 45' 05" |
| 2 | Cipriano Elys | + 01' 01"  |
| 3 | Arsène Mersch | + 02' 18"  |

|   | Ciclista          | Temps       |
| - | ----------------- | ----------- |
| 1 | Marià Cañardo     | 16h 58' 35" |
| 2 | Arsène Mersch     | + 02' 18"   |
| 3 | Federico Ezquerra | + 05' 13"   |

### Etapa 5. Valls - Puigcerdà. 223,0 km
|   | Ciclista          | Temps      |
| - | ----------------- | ---------- |
| 1 | Joseph Huts       | 8h 22' 10" |
| 2 | Federico Ezquerra | m. t.      |
| 3 | Antonio Destrieux | m. t.      |

|   | Ciclista          | Temps       |
| - | ----------------- | ----------- |
| 1 | Marià Cañardo     | 25h 20' 45" |
| 2 | Arsène Mersch     | + 02' 18"   |
| 3 | Federico Ezquerra | + 05' 13"   |

### Etapa 6. Puigcerdà - Girona. 150,0 km
|   | Ciclista         | Temps      |
| - | ---------------- | ---------- |
| 1 | Salvador Cardona | 4h 33' 45" |
| 2 | Marià Cañardo    | m. t.      |
| 3 | Joseph Huts      | + 03' 27"  |

|   | Ciclista          | Temps       |
| - | ----------------- | ----------- |
| 1 | Marià Cañardo     | 29h 54' 30" |
| 2 | Federico Ezquerra | + 08' 40"   |
| 3 | Joseph Huts       | + 12' 12"   |

### Etapa 7. Girona - La Bisbal d'Empordà. 189,0 km
|   | Ciclista         | Temps      |
| - | ---------------- | ---------- |
| 1 | Salvador Cardona | 6h 05' 20" |
| 2 | Jeff Abundio     | + 03' 30"  |
| 3 | Antonio Montes   | + 03' 50"  |

|   | Ciclista          | Temps       |
| - | ----------------- | ----------- |
| 1 | Marià Cañardo     | 36h 05' 10" |
| 2 | Federico Ezquerra | + 08' 40"   |
| 3 | Joseph Huts       | + 12' 12"   |

### Etapa 8. La Bisbal d'Empordà - Terrassa. 149,0 km
|   | Ciclista          | Temps      |
| - | ----------------- | ---------- |
| 1 | Federico Ezquerra | 5h 57' 38" |
| 2 | Joseph Huts       | + 22"      |
| 3 | Antonio Prior     | m. t.      |

|   | Ciclista          | Temps       |
| - | ----------------- | ----------- |
| 1 | Marià Cañardo     | 42h 03' 10" |
| 2 | Federico Ezquerra | + 08' 18"   |
| 3 | Joseph Huts       | + 12' 12"   |

### Etapa 9. Terrassa - Barcelona. 84,0 km
|   | Ciclista          | Temps      |
| - | ----------------- | ---------- |
| 1 | Marià Cañardo     | 2h 52' 46" |
| 2 | Federico Ezquerra | + 02' 30"  |
| 3 | Leopold Roosemont | m. t.      |

|   | Ciclista          | Temps       |
| - | ----------------- | ----------- |
| 1 | Marià Cañardo     | 44h 55' 55" |
| 2 | Federico Ezquerra | + 10' 48"   |
| 3 | Joseph Huts       | + 14' 47"   |